# 陳安 (嘉靖舉人)
陳安（16世紀—16世紀），字勉夫，福建福州府長樂縣西隅人，明朝政治人物。

## 生平
陳安是嘉靖三十四年（1555年）乙卯科福建鄉試舉人，四十三年（1564年）授衡山知縣，為人剛直，不能諂媚，當時衡山黃姓御史巡按浙江後回鄉，收受多人賄賂，高傲地視他為部下，他卻舉報對方受賂並辭官離去，御史亦因此被罷官。

## 引用
1. 1 2  民國《（福建）長樂縣志·卷二十六·列傳六》：陳安，字勉夫，西隅人，嘉靖乙卯領鄉薦，為衡陽【衡山】令，質直剛方，不能阿媚，衡山黃御史按浙，還過其邑，苞苴甚盛，以屬吏禮凌視之，安能平發其篋黃白充牣，遂以狀聞即棄官去，御史亦坐是落職。 乾隆賀志